# Santa-Lucia-di-Moriani
Santa-Lucia-di-Moriani (korsisch und italienisch Santa Lucia di Moriani) ist eine Gemeinde auf der französischen Insel Korsika. Sie gehört zur Region Korsika, zum Département Haute-Corse, zum Arrondissement Corte und zum Kanton Castagniccia.

## Geografie
Santa-Lucia-di-Moriani liegt auf ungefähr 240 Metern über dem Meeresspiegel in der Castagniccia und grenzt im Osten an das Tyrrhenische Meer. Die Nachbargemeinden sind Poggio-Mezzana im Norden, Velone-Orneto im Nordwesten, San-Giovanni-di-Moriani im Südwesten und San-Nicolao im Süden.

## Bevölkerungsentwicklung

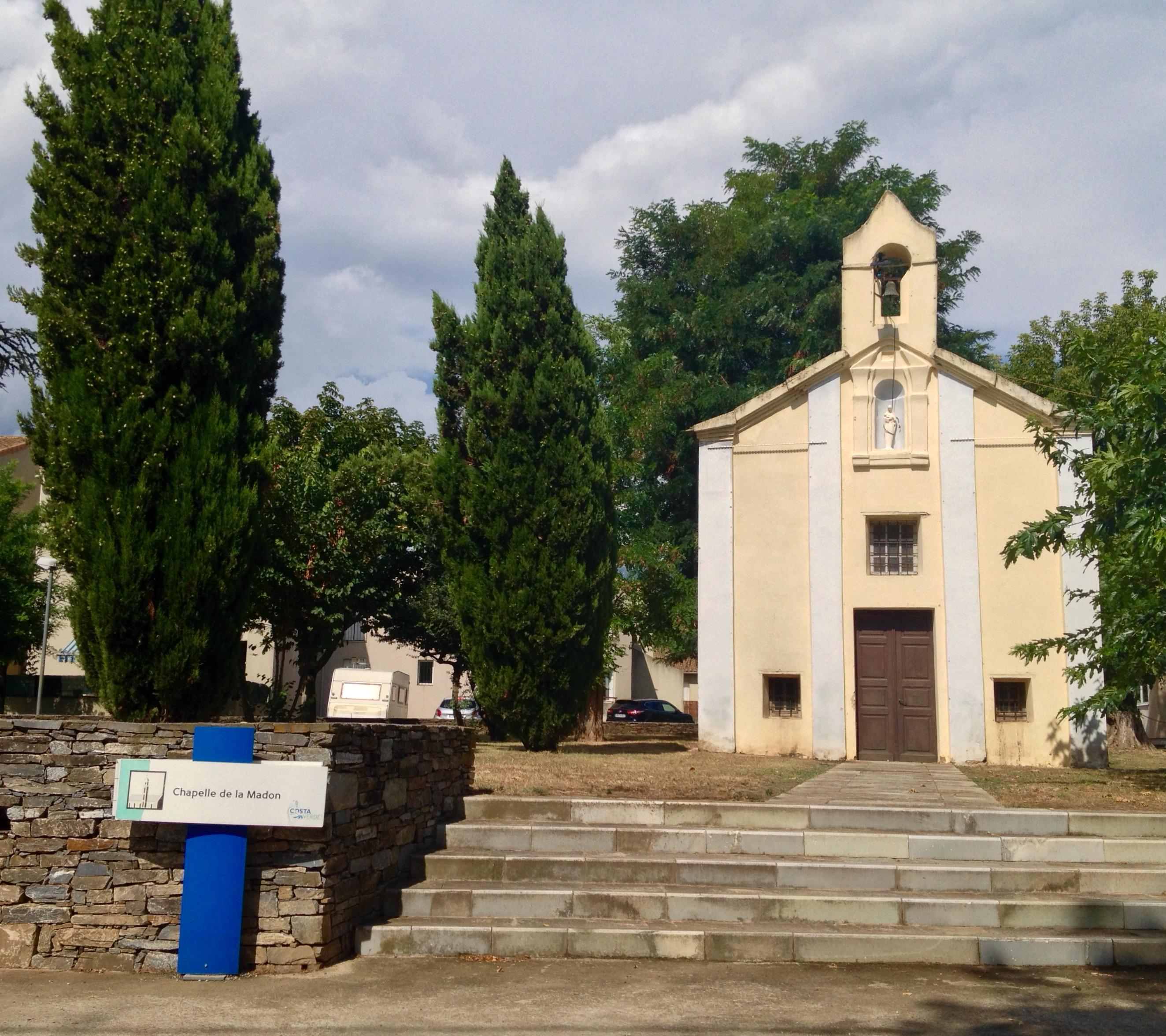
Madonnenkapelle

| Jahr      | 1962 | 1968 | 1975 | 1982 | 1990 | 1999 | 2008 | 2017 |
| --------- | ---- | ---- | ---- | ---- | ---- | ---- | ---- | ---- |
| Einwohner | 234  | 235  | 291  | 543  | 772  | 1003 | 1210 | 1428 |